# Eugenia del Pino
Eugenia Maria del Pino Veintimilla (née le 19 avril 1945 à Quito, en Équateur) est une biologiste du développement à l'Université pontificale catholique d'Équateur dans la ville de Quito. Elle a été la première citoyenne équatorienne à être élue à l'Académie Nationale des Sciences des États-Unis en 2006.

## Biographie

### Études
Del Pino est née et a grandi dans la ville de Quito, en Équateur. En 1967, elle obtient une licence de 
l'Université Pontificale Catholique d'Équateur. Elle a ensuite étudié la biologie aux États-Unis. En 1969, elle obtient une Master of science au Vassar College. En 1972, elle soutient sa thèse de doctorat à l'Université Emory.
Après son doctorat, elle est retournée en Équateur et a rejoint le corps professoral de l'Université pontificale Catholique de l'Equateur, à Quito. Elle est professeur de biologie depuis 1972. De 1973 à 1975, elle y est directrice de la faculté de sciences biologiques. En 1984, elle obtient une bourse de la Fondation Alexander von Humboldt et effectue des recherches au Centre de Recherche allemand sur le Cancer à Heidelberg. En 1990, elle obtient une bourse du Programme Fulbright et travaille au laboratoire de Joseph Grafton Gall (en) à la fondation de recherches Carnegie Institution.

### Recherche et carrière
À son retour en Equateur, après son doctorat, Del Pino choisit  d'étudier une petite grenouille marsupiale arboricole endémique des forêts humides d'Équateur, la Gastrotheca riobambae, qui apparait alors dans les jardins de l'université dans la ville de Quito. Elle a étudié la reproduction et le développement des adaptations de cette grenouille en comparaison avec d'autres grenouilles tropicales, notamment la grenouille Xenopus laevis, une grenouille largement utilisé pour des études de développement.
Les grenouilles marsupiales ont une poche et elles portent les bébés à l'intérieur. Du fait de la rareté des sites de reproduction dans la forêt tropicale d'Amérique du sud, 60 espèces de grenouilles de ce type ont été répertorié. Leur reproduction et leur développement était très peu connu. Dans ses recherches, Del Pino a cherché comment les œufs des grenouilles marsupiales étaient fertilisés et comment les embryons étaient conservés dans la poche de leur mère. Son hypothèse de départ était que la mère devait chercher de l'eau fraîche durant la nuit rafraîchir ses œufs, mais elle a découvert que les embryons mouraient dans de l'eau fraîche. Les embryons des grenouilles marsupiales se développent dans des conditions salines généralement trouvé dans le corps. Les grenouilles traditionnelles et les grenouilles marsupiales diffèrent également dans la façon dont leurs embryons excrètent les déchets. Les têtards qui nagent librement excrètent de l'ammoniac, ce qui est toxique dans les espaces resserrés comme la poche où grandissent les têtards. Eugenia del Pino a découvert que la grenouille marsupiale excrète de l'urée à la place de l'ammoniac. Cette découverte lui a permis de concevoir une base d'urée moyenne pour la culture in vitro d’embryons de grenouille marsupiale. Toutefois, elle n'a jamais été en mesure de fertiliser les œufs artificiellement. Ses études comparatives ont grandement contribué à notre compréhension de la relation entre l'évolution et le développement embryonnaire.
En plus de son travail de recherche, Del Pino est une professeur de biologie du développement à l'Université Pontificale Catholique d'Équateur. Elle s'intéresse également à l'éducation pour la conservation de l'Archipel des Galapagos. Elle a aidé la Fondation Charles Darwin pour les Îles Galapagos à mettre en place un programme de bourses pour les étudiants équatoriens dans les Îles Galapagos. Elle a été Vice-Présidente de la Fondation Charles Darwin pendant plusieurs années dans les années 1990.

## Récompenses
- 2000: Lauréate du prix L'Oréal-Unesco pour les femmes et la science
- 2012: Lauréate du Prix Eugenio-Espejo